# Калкини (подокруг)
Калкини (бенг. কালকিনি, англ. Kalkini) — подокруг в центральной части Бангладеш в составе округа Мадарипур. Образован в 1909 году. Административный центр — город Калкини. Площадь подокруга — 279,98 км². По данным переписи 1991 года численность населения подокруга составляла 250 916 человек. Плотность населения равнялась 896 чел. на 1 км². Уровень грамотности населения составлял 35,9 %. Религиозный состав: мусульмане — 84,05 %, индуисты — 14,29 %, христиане — 0,31 %, прочие — 1,34 %.